# السودان (مشروب)
السودان عبارة عن فطيرة كورية تقليدية مصنوعة من كرات كعكة الحبوب المسلوقة والماء المقطر. يتم تقديمه عادة خلال فصل الصيف لإرواء العطش.